# European Rugby Challenge Cup 2014-2015
La European Rugby Challenge Cup 2014-15 (in inglese 2014-15 European Rugby Challenge Cup; in francese Challenge européen 2014-15) fu la 19ª edizione della European Challenge Cup, competizione per club di rugby a 15 organizzata come torneo cadetto della Champions Cup.
Fu la prima edizione organizzata da European Professional Club Rugby dopo lo scioglimento di European Rugby Cup, l'organismo che aveva gestito le Coppe europee nelle 19 stagioni precedenti.
Si tenne dal 17 ottobre 2014 al 1º maggio 2015 tra 20 squadre qualificate alla competizione su criteri esclusivamente meritocratici e non più con riserve di partecipazioni.
18 di tali squadre provenivano dai tre campionati europei maggiori (Premiership Rugby, Top 14 e Pro12) e 2 provenienti da un torneo di qualificazione gestito da Rugby Europe e Federazione Italiana Rugby.
Ad aggiudicarsi il torneo fu, nella finale allo Stoop di Londra, l'inglese Gloucester che sconfisse la scozzese Edimburgo.

## Formula
Le 20 squadre furono determinate nel modo seguente:
- 18 squadre non qualificate alla Champions Cup 2014-15 di cui:
  - 5 dalla Premiership inglese 2013-14;
  - 7 dal Top 14 2013-14;
  - 5 dal Pro12 2013-14 (la peggiore delle classificate di Irlanda, Italia e Scozia e le 2 peggiori classificate del Galles);
  - 1 dalla perdente dello spareggio per la Champions Cup tra le settime del campionato francese e quello inglese.
- 2 squadre provenienti dal torneo di qualificazione (Qualifying Competition) cui presero parte club da Georgia, Italia e Romania[1].

Le 20 squadre qualificate furono ripartite in 5 gironi da 4 squadre ciascuno.
A passare ai quarti di finale furono le cinque vincitrici di girone e le tre migliori seconde classificate; alle cinque vincitrici fu assegnato il seeding da 1 a 5, alle seconde da 6 a 8.
I quarti di finale si tennero in casa con delle squadre con i seeding da 1 a 4 che ricevettero rispettivamente le qualificate con il seeding da 8 a 5.
Le semifinali si tennero tra i vincitori dei quarti di finale.
La finale si tenne al Twickenham Stoop Stadium di Londra.
Tutte le fasi a eliminazione si tennero a gara unica.

## Qualifying Competition
| Arbitro: | Lloyd Linton |

|                                       |      |                               |
| Ferro 25’ S. Bortolussi 39’ Menon 80’ | mt   | 14’, 71’ Shkinin              |
| S. Basson 25’ Farolini 80’            | tr   | 71’ Tsiklauri                 |
| S. Basson 22’                         | c.p. | 3’ Kiashashvili 65’ Tsiklauri |

| Arbitro: | Gary Conway |

|                                    |      |                  |
|                                    | mt   | Di Giulio 75’    |
|                                    | tr   | Seymour 75’      |
| Vlaicu 9’, 16’, 25’, 52’, 56’, 60’ | c.p. | Seymour 40’, 49’ |

| Arbitro: | Matthew Carley |

|                                  |      |                              |
| Gogishvili 8’ Khmaladze 67’, 78’ | mt   | 4’ Ngawini 24’ An. De Marchi |
| Tsiklauri 8’, 67’ Khmaladze 79’  | tr   | 25’ S. Basson                |
|                                  | c.p. | S. Basson 34’, 58’, 72’      |
|                                  | drop | S. Basson 80’                |

| Arbitro: | Alexandre Ruiz |

|                  |      |                |
| Ambrosio 76’     | mt   | 46’ Turashvili |
| Seymour 76’      | tr   | 46’ Samoa      |
| Seymour 10’, 18’ | c.p. | 80+2’ Samoa    |

## Squadre partecipanti

### Classificazione per torneo
|   | Top 14          | Premiership  | Pro12         | Qualifying Competition |
| - | --------------- | ------------ | ------------- | ---------------------- |
| 1 | Stade français  | Exeter       | Cardiff Blues | Rovigo                 |
| 2 | Bordeaux Bègles | Gloucester   | Edimburgo     | Bucarest               |
| 3 | Brive           | London Irish | Newport G.D.  |                        |
| 4 | Bayonne         | Newcastle    | Connacht      |                        |
| 5 | Grenoble        | London Welsh | Zebre         |                        |
| 6 | Oyonnax         |              |               |                        |
| 7 | Lione           |              |               |                        |
| 8 | La Rochelle     |              |               |                        |

### Composizione dei gironi
| Fascia | Girone 1      | Girone 2    | Girone 3       | Girone 4        | Girone 5   |
| ------ | ------------- | ----------- | -------------- | --------------- | ---------- |
| 1      | Cardiff Blues | Exeter      | Stade français | Edimburgo       | Gloucester |
| 2      | London Irish  | Bayonne     | Newport G.D.   | Bordeaux Bègles | Brive      |
| 3      | Grenoble      | Connacht    | Newcastle      | London Welsh    | Zebre      |
| 4      | Rovigo        | La Rochelle | Bucarest       | Lione           | Oyonnax    |

## Fase a gironi

### Girone A
|            | Incontri girone 1            |        |
| ---------- | ---------------------------- | ------ |
| 18-10-2014 | Cardiff Blues — Grenoble     | 37-14  |
| 19-10-2014 | London Irish — Rovigo        | 70-14  |
| 25-10-2014 | Rovigo — Cardiff Blues       | 18-33  |
| 24-10-2014 | Grenoble — London Irish      | 15-25  |
| 6-12-2014  | Cardiff Blues — London Irish | 24-14  |
| 5-12-2014  | Grenoble — Rovigo            | 68-10  |
| 13-12-2014 | London Irish — Cardiff Blues | 34-23  |
| 13-12-2014 | Rovigo — Grenoble            | 17-20  |
| 17-1-2015  | London Irish — Grenoble      | 43-41  |
| 16-1-2015  | Cardiff Blues — Rovigo       | 104-12 |
| 24-1-2015  | Grenoble — Cardiff Blues     | 3-28   |
| 24-1-2015  | Rovigo — London Irish        | 6-34   |

#### Classifica
| Pos | Squadra       | G | V | N | P | PF  | PS  | P±   | BP | PT |
| --- | ------------- | - | - | - | - | --- | --- | ---- | -- | -- |
| 1   | London Irish  | 6 | 5 | 0 | 1 | 220 | 123 | 97   | 4  | 24 |
| 2   | Cardiff Blues | 6 | 5 | 0 | 1 | 249 | 95  | 154  | 4  | 24 |
| 3   | Grenoble      | 6 | 2 | 0 | 4 | 161 | 160 | 1    | 4  | 12 |
| 4   | Rovigo        | 6 | 0 | 0 | 6 | 77  | 329 | −252 | 1  | 1  |

### Girone B
|            | Incontri girone 2      |       |
| ---------- | ---------------------- | ----- |
| 18-10-2014 | Connacht — La Rochelle | 48-12 |
| 18-10-2014 | Bayonne — Exeter       | 30-24 |
| 23-10-2014 | La Rochelle — Bayonne  | 25-13 |
| 25-10-2014 | Exeter — Connacht      | 33-13 |
| 6-12-2014  | Connacht — Bayonne     | 42-19 |
| 4-12-2014  | La Rochelle — Exeter   | 10-36 |
| 13-12-2014 | Bayonne — Connacht     | 27-29 |
| 13-12-2014 | Exeter — La Rochelle   | 41-17 |
| 17-1-2015  | Bayonne — La Rochelle  | 14-0  |
| 18-1-2015  | Connacht — Exeter      | 24-33 |
| 24-1-2015  | La Rochelle — Connacht | 20-30 |
| 24-1-2015  | Exeter — Bayonne       | 45-3  |

#### Classifica
| Pos | Squadra     | G | V | N | P | PF  | PS  | P±  | BP | PT |
| --- | ----------- | - | - | - | - | --- | --- | --- | -- | -- |
| 1   | Exeter      | 6 | 5 | 0 | 1 | 212 | 97  | 115 | 5  | 25 |
| 2   | Connacht    | 6 | 4 | 0 | 2 | 186 | 144 | 42  | 4  | 20 |
| 3   | Bayonne     | 6 | 2 | 0 | 4 | 106 | 162 | −56 | 1  | 9  |
| 4   | La Rochelle | 6 | 1 | 0 | 5 | 84  | 182 | −98 | 0  | 4  |

### Girone C
|            | Incontri girone 3             |       |
| ---------- | ----------------------------- | ----- |
| 17-10-2014 | Newcastle — Bucarest          | 43-19 |
| 18-10-2014 | Stade Français — Newport G.D. | 22-38 |
| 24-10-2014 | Newport G.D. — Newcastle      | 26-30 |
| 25-10-2014 | Bucarest — Stade Français     | 9-13  |
| 5-12-2014  | Newcastle — Stade Français    | 30-23 |
| 6-12-2014  | Bucarest — Newport G.D.       | 10-37 |
| 11-12-2014 | Stade Français — Newcastle    | 31-24 |
| 12-12-2014 | Newport G.D. — Bucarest       | 69-17 |
| 17-1-2015  | Stade Français — Bucarest     | 47-12 |
| 17-1-2015  | Newcastle — Newport G.D.      | 29-40 |
| 24-1-2015  | Bucarest — Newcastle          | 10-52 |
| 24-1-2015  | Newport G.D. — Stade Français | 30-19 |

#### Classifica
| Pos | Squadra        | G | V | N | P | PF  | PS  | P±   | BP | PT |
| --- | -------------- | - | - | - | - | --- | --- | ---- | -- | -- |
| 1   | Newport G.D.   | 6 | 5 | 0 | 1 | 240 | 127 | 113  | 5  | 25 |
| 2   | Newcastle      | 6 | 4 | 0 | 2 | 208 | 149 | 59   | 5  | 21 |
| 3   | Stade français | 6 | 3 | 0 | 3 | 155 | 143 | 12   | 3  | 15 |
| 4   | Bucarest       | 6 | 0 | 0 | 6 | 77  | 261 | −184 | 1  | 1  |

### Girone D
|            | Incontri girone 4              |       |
| ---------- | ------------------------------ | ----- |
| 17-10-2014 | Bordeaux Bègles — Edimburgo    | 13-15 |
| 18-10-2014 | Lione — London Welsh           | 28-18 |
| 23-10-2014 | London Welsh — Bordeaux Bègles | 20-52 |
| 24-10-2014 | Edimburgo — Lione              | 25-17 |
| 6-12-2014  | Bordeaux Bègles — Lione        | 37-29 |
| 7-12-2014  | Edimburgo — London Welsh       | 25-13 |
| 12-12-2014 | Lione — Bordeaux Bègles        | 37-28 |
| 14-12-2014 | London Welsh — Edimburgo       | 6-24  |
| 17-1-2015  | Lione — Edimburgo              | 21-19 |
| 17-1-2015  | Bordeaux Bègles — London Welsh | 26-3  |
| 23-1-2015  | Edimburgo — Bordeaux Bègles    | 38-20 |
| 25-1-2015  | London Welsh — Lione           | 12-17 |

#### Classifica
| Pos | Squadra         | G | V | N | P | PF  | PS  | P±   | BP | PT |
| --- | --------------- | - | - | - | - | --- | --- | ---- | -- | -- |
| 1   | Edimburgo       | 6 | 5 | 0 | 1 | 146 | 90  | 56   | 2  | 22 |
| 2   | Lione           | 6 | 4 | 0 | 2 | 149 | 139 | 10   | 2  | 18 |
| 3   | Bordeaux Bègles | 6 | 3 | 0 | 3 | 176 | 142 | 34   | 4  | 16 |
| 4   | London Welsh    | 6 | 0 | 0 | 6 | 72  | 172 | −100 | 1  | 1  |

### Girone E
|            | Incontri girone 5    |       |
| ---------- | -------------------- | ----- |
| 16-10-2014 | Gloucester — Brive   | 55-0  |
| 18-10-2014 | Zebre — Oyonnax      | 24-33 |
| 24-10-2014 | Brive — Zebre        | 21-26 |
| 25-10-2014 | Oyonnax — Gloucester | 15-25 |
| 7-12-2014  | Gloucester — Zebre   | 35-10 |
| 5-12-2014  | Brive — Oyonnax      | 22-30 |
| 13-12-2014 | Oyonnax — Brive      | 22-17 |
| 13-12-2014 | Zebre — Gloucester   | 16-29 |
| 17-1-2015  | Zebre — Brive        | 23-13 |
| 17-1-2015  | Gloucester — Oyonnax | 33-3  |
| 22-1-2015  | Brive — Gloucester   | 20-31 |
| 22-1-2015  | Oyonnax — Zebre      | 20-3  |

#### Classifica
| Pos | Squadra    | G | V | N | P | PF  | PS  | P±  | BP | PT |
| --- | ---------- | - | - | - | - | --- | --- | --- | -- | -- |
| 1   | Gloucester | 6 | 6 | 0 | 0 | 211 | 64  | 147 | 5  | 29 |
| 2   | Oyonnax    | 6 | 4 | 0 | 2 | 123 | 124 | −1  | 0  | 16 |
| 3   | Zebre      | 6 | 2 | 0 | 4 | 102 | 154 | −52 | 0  | 8  |
| 4   | Brive      | 6 | 0 | 0 | 6 | 93  | 187 | −94 | 2  | 2  |

## Ordine di qualificazione
| Ordine               | Squadra              | Pt                   | Mt                   | Diff                 |
| Vincitrici di girone | Vincitrici di girone | Vincitrici di girone | Vincitrici di girone | Vincitrici di girone |
| -------------------- | -------------------- | -------------------- | -------------------- | -------------------- |
| 1                    | Gloucester           | 29                   | 25                   | +147                 |
| 2                    | Exeter               | 25                   | 26                   | +115                 |
| 3                    | Newport G.D.         | 25                   | 31                   | +113                 |
| 4                    | London Irish         | 24                   | 30                   | +97                  |
| 5                    | Edimburgo            | 22                   | 14                   | +56                  |
| Seconde classificate |                      |                      |                      |                      |
| 6                    | Cardiff Rugby        | 24                   | 35                   | +154                 |
| 7                    | Newcastle            | 21                   | 29                   | +59                  |
| 8                    | Connacht             | 20                   | 23                   | +42                  |
| —                    | Lione                | 18                   | 17                   | +10                  |
| —                    | Oyonnax              | 16                   | 12                   | -1                   |

## Fase aplay-off
|  | Quarti di finale | Quarti di finale | Quarti di finale |           |              | Semifinali | Semifinali | Semifinali |  |  | Finale | Finale     | Finale |
|  |                  |                  |                  |           |              |            |            |            |  |  |        |            |        |
|  | 1                | Gloucester       | 14               |           |              |            |            |            |  |  |        |            |        |
|  | 8                | Connacht         | 7                |           |              |            |            |            |  |  |        |            |        |
|  | 8                | Connacht         | 7                |           | 1            | Gloucester | 30         |            |  |  |        |            |        |
|  |                  |                  |                  |           | 1            | Gloucester | 30         |            |  |  |        |            |        |
|  |                  | 2                | Exeter           | 19        |              |            |            |            |  |  |        |            |        |
|  | 2                | 2                | Exeter           | 19        | Exeter       | 48         |            |            |  |  |        |            |        |
|  | 2                |                  |                  |           | Exeter       | 48         |            |            |  |  |        |            |        |
|  | 7                | Newcastle        | 13               |           |              |            |            |            |  |  |        |            |        |
|  |                  |                  |                  |           |              |            |            |            |  |  | 1      | Gloucester | 19     |
|  |                  |                  | 5                | Edimburgo | 13           |            |            |            |  |  |        |            |        |
|  | 4                | London Irish     | 18               |           |              |            |            |            |  |  |        |            |        |
|  | 5                | Edimburgo        | 23               |           |              |            |            |            |  |  |        |            |        |
|  | 5                | Edimburgo        | 23               |           | 5            | Edimburgo  | 45         |            |  |  |        |            |        |
|  |                  |                  |                  |           | 5            | Edimburgo  | 45         |            |  |  |        |            |        |
|  |                  | 3                | Newport G.D.     | 16        |              |            |            |            |  |  |        |            |        |
|  | 3                | 3                | Newport G.D.     | 16        | Newport G.D. | 25         |            |            |  |  |        |            |        |
|  | 3                |                  |                  |           | Newport G.D. | 25         |            |            |  |  |        |            |        |
|  | 6                | Cardiff Rugby    | 21               |           |              |            |            |            |  |  |        |            |        |

### Quarti di finale
| Arbitro: | Mathieu Raynal |

|                         |    |             |
| Sharples 20’ Meakes 30’ | mt | 65’ tecnica |
| Laidlaw 20’, 30’        | tr | 65’ Carty   |

| Arbitro: | Marius Mitrea |

|                                                                  |      |                    |
| Ewers 12’ tecnica 19’ Waldrom 41’ McGuigan 58’ Hill 69’ Mumm 71’ | mt   | 66’ Harris         |
| H. Slade 12’, 19’, 41’, 58’ Steenson 69’, 71’                    | tr   | 66’ Catterick      |
| H. Slade 35’, 54’                                                | c.p. | 33’, 39’ Catterick |

| Arbitro: | Pascal Gaüzère |

|                         |      |                            |
| Gilsenan 40’ Steele 52’ | mt   | 10’ W. Nel 52’ McKenzie    |
| Geraghty 40’            | tr   | 10’, 52’ Hidalgo-Clyne     |
| Geraghty 32’, 45’       | c.p. | 1’, 18’, 20’ Hidalgo-Clyne |

| Arbitro: | JP Doyle |

|                               |      |                                       |
| Amos 35’ Cudd 45’ tecnica 50’ | mt   | 4’ L Williams 25’ Anscombe 74’ Navidi |
| Prydie 35’, 50’               | tr   | 4’, 25’, 74’ Anscombe                 |
| Prydie 8’ D. Jones 67’        | c.p. |                                       |

### Semifinali
| Arbitro: | John Lacey |

|                               |      |                        |
| Meakes 30’ Savage 67’ May 77’ | mt   | 75’ Taione             |
| Laidlaw 30’, 67’, 77’         | tr   | 76’ Steenson           |
| Laidlaw 17’, 71’ Hook 38’     | c.p. | 20’, 40’, 45’ H. Slade |

| Arbitro: | JP Doyle |

|                                                               |      |                       |
| McInally 14’ Visser 16’ Toolis 54’ Hidalgo-Clyne 60’ Fife 67’ | mt   | 43’ Harris            |
| Hidalgo-Clyne 16’, 54’, 60’, 67’                              | tr   | 44’ D. Jones          |
| Hidalgo-Clyne 10’, 33’, 40+2’, 58’                            | c.p. | 3’, 18’, 30’ D. Jones |

### Finale
| Arbitro: | Jérôme Garcès |

| |              | |
| Twelvetrees 10’ | mt           | 65’ R. Ford |
| Laidlaw 10’ | tr           | 65’ Hidalgo-Clyne |
| Laidlaw 8’, 37’, 49’, 53’ | c.p.         | 2’, 35’ Hidalgo-Clyne |
| · Sharples · May · 64’ Meakes · Twelvetrees (C) · Purdy · Hook · Laidlaw · 69’ 73’ Evans · Kvesic · 56-66’ Moriarty · 40’ Palmer · Savage · Afoa · 73’ Hibbard · 47’ Wood | Formazioni   | · Tonks 40’ · Fife · Beard 63’ 67’ · Straus · Visser · Burleigh · Hidalgo-Clyne · Du Preez · Grant 58’ · Coman (C) 58’ · Toolis · Bresler 26-36’ 50’ · Nel · Ford · Dickinson |
| · 73’ Dawidiuk · 47’ Thomas · 40’ Galarza · 69’ 73’ Rowan | Sostituzioni | · McInally 58’ · McKenzie 50’ · H. Watson 58’ · Heathcote 63’ 67’ · Brown 40’                                                                                                 |
| David Humphreys | Allenatori   | Alan Solomons |